# Xenagama zonura
Xenagama zonura — вид ігуаноподібних ящірок родини агамових (Agamidae). Ендемік Ефіопії.

## Поширення і екологія
Xenagama zonura мешкають у Великій Рифтовій долині (на південь від озера Тана), а також спостерігалися в кількох місцевостях на сході країни, зокрема в горах на північний схід від Харера та в долині Вебі-Шебелле в національному парку Гори Бале. Вони живуть на луках та в саванах, на висоті від 2000 до 2500 м над рівнем моря. Віддають перевагу більш кам'янистим місцевостям, ніж інші представники роду Xenagama. Зустрічаються невеликими групами, що складають з домінуючого самця і кількох самиць.